# Cara a cara (álbum)
Cara a cara es el primer álbum bajo el sello de Sparrow Records del artista de música cristiana Marcos Vidal y su tercer álbum. Se consolida como una de las producciones cristianas en español más vendidas en el mundo, superando en pocos meses las 100.000 copias vendidas. Por este motivo, en 1997, es galardonado con el "International Award GMA" al mejor cantante internacional de habla no inglesa. Además también el mismo álbum tiene su canción más famosa, que lleva el título del álbum, "Cara a cara". También en este mismo álbum se encuentra una de sus canciones con educación teológica, "Es por fe".
En esta misma producción, Marcos vuelve a hacer gala de su impresionante capacidad poética en letras como “El Milagro”, ”Parábola”,” Aquí estamos”.

## Lista de canciones
1. El milagro [5:57]
2. Parábola [3:55]
3. No hay compromiso [5:23]
4. Es por fe [2:52]
5. El Verbo se hizo carne [4:40]
6. Salmo 84 [4:52]
7. No te quepa duda [4:23]
8. El pajarillo [5:26]
9. Aquí estamos [4:07]
10. Cara a cara [5:39]